# Подземель
Подземель (словен. Podzemelj) — поселення в общині Метлика, регіон Південно-Східна Словенія, Словенія.